# 德雷 (科多尔省)
德雷（法語：Drée，法語發音：[dʁe]）是法国科多尔省的一个市镇，位于该省中部偏西，属于第戎区和乌什河与山岳市镇公共社区。

## 地理
德雷（47°20'57"N, 4°41'27"E）面积5.14 平方千米，位于法国勃艮第-弗朗什-孔泰大區科多尔省，该省份为法国中东部省份，北起奥布省，西接涅夫勒省和约讷省，南至索恩-卢瓦尔省，东南接汝拉省，东临上索恩省，东北部与上马恩省接壤。
与德雷接壤的市镇（或旧市镇、城区）包括：韦雷苏德雷、圣梅曼、松贝农、比西拉佩勒。

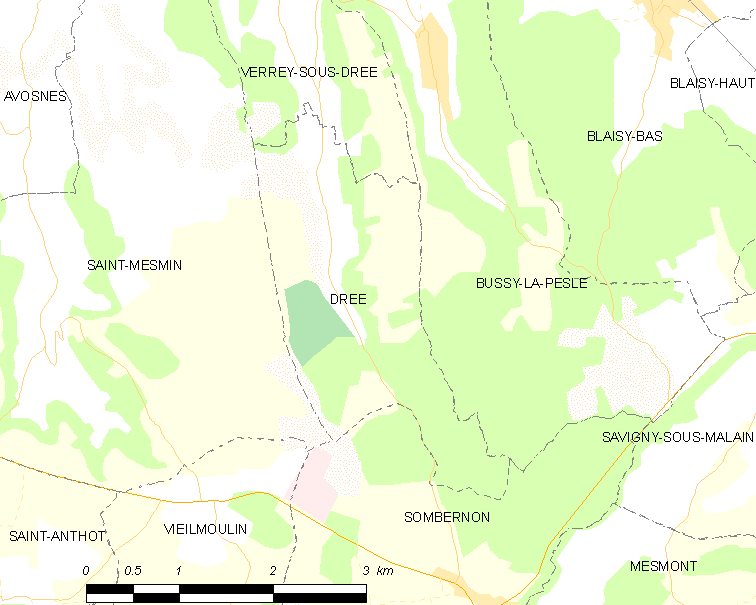
的OSM定位图

德雷的时区为UTC+01:00、UTC+02:00（夏令时）。

## 行政
德雷的邮政编码为21540，INSEE市镇编码为21234。

## 政治
德雷所属的省级选区为塔朗县。

## 人口

1962-2008年间人口变化图示

德雷于2022年1月1日时的人口数量为66人。